# Eboue Kouassi
Pour les articles homonymes, voir Kouassi.
Eboue Kouassi né le 13 décembre 1997 à Abidjan en Côte d'Ivoire, est un footballeur ivoirien. Il évolue actuellement au poste de milieu défensif au União Desportiva de Leiria

## Biographie

### Carrière en club

#### FK Krasnodar
Après être passé par l'Académie Symbiose Foot d'Abobo et le Shirak FC, Eboue Kouassi rejoint la Russie et le FK Krasnodar en 2014, où il poursuit sa formation. Il fait ses débuts professionnels le 21 mai 2016, lors de la dernière journée de la saison 2015-2016 du Championnat de Russie, où son équipe s'impose sur le score de un but à zéro face à l'Amkar Perm.
Le 4 août 2016, il inscrit son premier but lors de son premier match de Ligue Europa remporté par son équipe face au Birkirkara FC (4-1). 

#### Celtic Glasgow

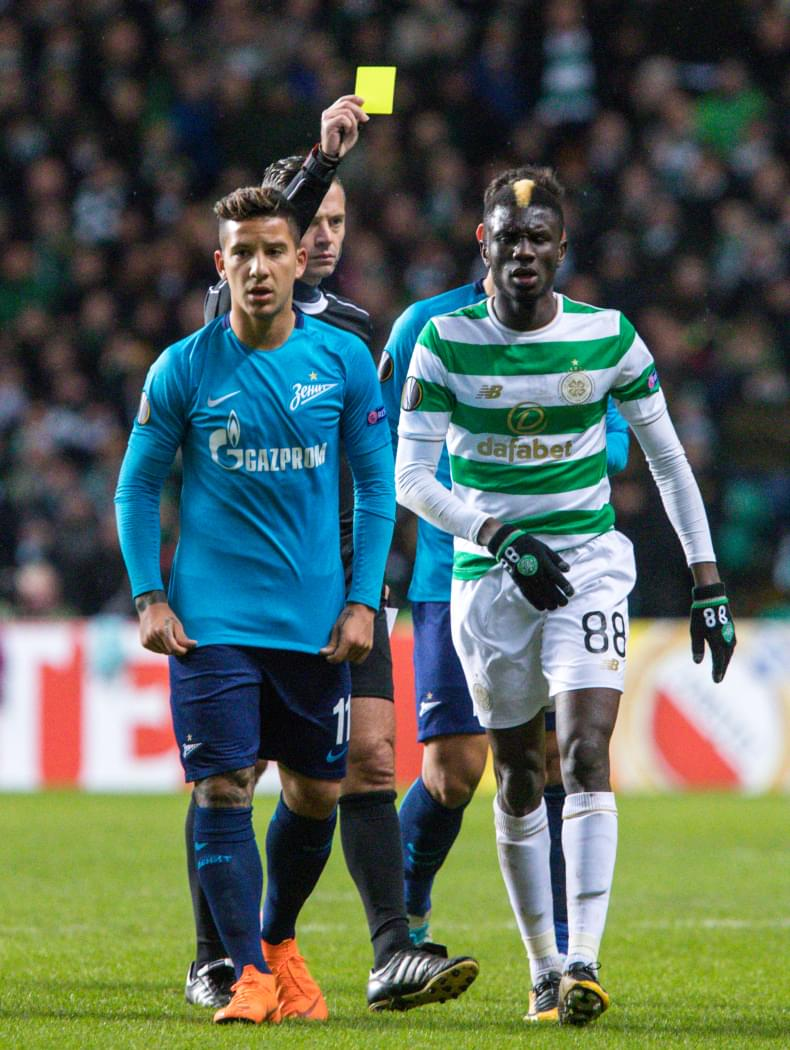
Kouassi avec le Celtic Glasgow en 2018

Le 12 janvier 2017, Eboue Kouassi signe en faveur du Celtic Glasgow pour un transfert estimé à 3,5 millions d'euros. Il joue son premier match de Scottish Premiership le 19 mars 2017, lors de la victoire de son équipe face au Dundee FC (1-2). Il ne joue que cinq matchs toutes compétitions confondues lors de cette moitié de saison avec le Celtic Glasgow.
En 2017-2018, Kouassi joue encore peu mais il fait ses débuts en Ligue des Champions le 22 novembre 2017, lors de la lourde défaite de son équipe contre le Paris Saint-Germain (7-1). Il participe en tout à 12 rencontres toutes compétitions confondues cette saison là.

#### KRC Genk
Eboue Kouassi est prêté le 23 janvier 2020 pour six mois avec option d'achat au KRC Genk. Il joue son premier match sous ses nouvelles couleurs le 1er février 2020 face au RSC Charleroi en championnat. Il entre en jeu à la place de Carlos Cuesta ce jour-là et son équipe s'impose par un but à zéro.
Le club genkois décide de lever son option d'achat, estimée à 1,5 million d'euros, et Kouassi s'engage ainsi pour quatre saisons à Genk.

#### FC Arouca
Le 31 août 2021, lors du dernier jour du mercato estival, Eboue Kouassi est prêté par le KRC Genk au FC Arouca pour une saison, avec option d'achat. Il joue son premier match pour Arouca le 13 septembre 2021, lors d'une rencontre de championnat face au CS Marítimo. Il entre en jeu et les deux équipes se neutralisent (2-2 score final).
Le 7 juillet 2023, Eboue Kouassi rejoint définitivement le FC Arouca, signant un contrat de deux ans, soit jusqu'en juin 2025.

## Palmarès
- Celtic Glasgow
  - Champion d’Écosse en 2017, 2018 et 2019
  - Vainqueur de la Coupe d’Écosse en 2018